# Víctor Siurana i Zaragoza
Víctor Siurana i Zaragoza (Lleida, 1945 - Barcelona, 26 de novembre de 1993) fou un professor universitari, doctor en Filosofia i Lletres i catedràtic de Lingüística General per la Universitat de Barcelona.
Siurana fou un dels principals impulsors de la creació de la Universitat de Lleida, a la qual va dedicar els últims 20 anys de la seva vida, primer com a degà de la Facultat de Lletres, entre 1975 i 1983, i després com a rector de l'Estudi General. Fou el germà de l'alcalde Antoni Siurana i de l'activista feminista Elvira Siurana.